# Anders "Acka" Andersson
Anders "Akka" Andersson, född 2 januari 1937 i Skellefteå stadsförsamling, död där 15 december 1989, var ishockeyspelare i Skellefteå AIK. 
Anders "Akka" Andersson var centerforward i den omtalade Myggkedjan som, förutom Andersson, bestod av Eilert "Garvis" Määttä och Karl-Sören Hedlund. Han var 18 år när han debuterade för Skellefteå i Allsvenskan 1955-56. 
Han spelade 112 A-landskamper, en B-landskamp och tre U-landskamper. Han blev världsmästare 1957 och 1962, samt vann en olympisk silvermedalj 1964. Han vann Guldpucken två gånger,  1961 och 1962, som säsongens främste spelare i Elitserien i ishockey och Sveriges herrlandslag i ishockey. Han fick Stora Grabbars Märke i ishockey med nummer 54.
Han har valts in till Skellefteå AIK Wall of Fame.